# Split (альбом)
Split — второй студийный альбом британской инди-рок группы Lush из Лондона. Он был выпущен 13 июня 1994 года на лейбле 4AD Records в Великобритании и на день позже в США. С альбома были выпущены два коммерческих сингла: «Desire Lines» и «Hypocrite», оба были изданы 30 мая 1994 года. Split был переиздан лейблом 4AD на компакт-диске в июле 2001 года.
В 2018 году Pitchfork поместил Split на 27-е место в списке «30 лучших альбомов Дрим-попа».

## Отзывы
| Оценки критиков      | Оценки критиков |
| Источник             | Оценка          |
| -------------------- | --------------- |
| AllMusic             | [ 1 ]           |
| Entertainment Weekly | B+              |
| NME                  | 6/10            |
| Pitchfork            | 8.2/10          |
| Rolling Stone        | [ 5 ]           |
| Loaded               | 2/5             |

Альбом получил положительные отзывы от музыкальных критиков. Критик AllMusic Энди Келлман оценил альбом на 3,5 из 5 и отметил, что «Не обязательно возвращение, но определённо легитимизирующий ошеломляющий альбом, который позволил группе не затеряться среди бункера форм и функций мечтательных поп-групп. Split с блеском разрушил все негативные аспекты тех неудачных проектов. Фантастическая пластинка в любой сфере».
В 2018 году Pitchfork поместил Split на 27-е место в списке «30 лучших альбомов Дрим-попа» (The 30 Best Dream Pop Albums).

## Список композиций
| №   | Название                 | Автор(ы)         | Длительность |
| --- | ------------------------ | ---------------- | ------------ |
| 1.  | «Light from a Dead Star» | Miki Berenyi     | 3:15         |
| 2.  | «Kiss Chase»             | Berenyi          | 3:17         |
| 3.  | «Blackout»               | Emma Anderson    | 3:06         |
| 4.  | «Hypocrite»              | Berenyi          | 2:53         |
| 5.  | «Lovelife»               | Anderson         | 3:56         |
| 6.  | «Desire Lines»           | Anderson         | 7:37         |
| 7.  | «The Invisible Man»      | Anderson         | 2:14         |
| 8.  | «Undertow»               | Berenyi          | 4:57         |
| 9.  | «Never-Never»            | Anderson         | 8:04         |
| 10. | «Lit Up»                 | Anderson         | 4:00         |
| 11. | «Starlust»               | Anderson Berenyi | 4:32         |
| 12. | «When I Die»             | Anderson         | 4:17         |

## Чарты
| Чарт (1994)                            | Высшая позиция |
| -------------------------------------- | -------------- |
| Великобритания (UK Albums Chart)       | 19             |
| США (Billboard 200)                    | 195            |
| США (Billboard Top Heatseekers Albums) | 3              |